# Augusto Coello
Pour les articles homonymes, voir Coello.
Augusto Constantino Coello Estévez (1884-1941) est un écrivain né au Honduras. Il a composé les paroles de l'hymne national de son pays.

## Biographie
Coello est devenu député au Congrès national du Honduras en 1904. Il a été directeur de divers journaux, El Imparcial, En Marcha et Pro-Patria au Honduras, La Prensa Libre, La República, El Diario, El Pabellón Rojo et Blanco au Costa Rica. Il a écrit les paroles de l'hymne national du Honduras en 1915 et a écrit deux livres, El tratado de 1843 con los indios moscos (1923) et Canto a la bandera (1934).